# Mara Lezama
María Elena Hermelinda Lezama Espinosa, detta Mara (Città del Messico, 29 settembre 1968), è una politica e giornalista messicana, governatrice del Quintana Roo dal 25 settembre 2022.

## Biografia
Nata a Città del Messico il 29 settembre 1968, si laurea in scienze della comunicazione alla Rete di università Anáhuac. Prima di entrare in politica lavora come giornalista.
Nel 2015 si unisce al partito Morena fondato dall'attuale presidente Andrés Manuel López Obrador al fine di candidarsi come sindaca della città di Benito Juárez, città nei pressi di Cancún, alle elezioni del 2016. Successivamente cambia idea, togliendosi dalla candidatura lasciando spazio a Julián Ramírez Florescano come candidato.
Nel 2018 diventa candidata ufficiale sempre per il Morena nella coalizione Juntos Haremos Historia per la medesima carica di due anni prima, risultando eletta col 58,32% dei voti. Nel marzo 2020, il sito "CAUDE Etrategias", conduce un sondaggio per valutare i cinquantacinque migliori sindaci del Messico, prendendo in considerazione onestà, capacità e integrità, nel quale Mara Lezama raggiunge la diciottesima posizione. Nel 2021 annuncia la sua ricandidatura per le elezioni sempre per lo stesso incarico. Vince, venendo rieletta come sindaca, ricevendo il 41,22% dei voti.
Rimane in carica fino al marzo 2022, dimettendosi prima della normale chiusura del mandato, annunciando la candidatura come governatrice dello stato nella coalizione Juntos Hacemos Historia - Quintana Roo. Ottiene il 57,06% dei voti, vincendo le elezioni. Diviene la prima donna a governare lo stato e la candidata più votata nella storia del Quintana Roo.